# Mr. Dodd geht nach Hollywood
Mr. Dodd geht nach Hollywood (Originaltitel: Stand-In) ist eine US-amerikanische Filmkomödie von Tay Garnett aus dem Jahr 1937 mit Leslie Howard, Joan Blondell und Humphrey Bogart in den Hauptrollen, die auf der Artikelserie Stand-In von Clarence Budington Kelland in der Saturday Evening Post basiert, die ab dem 13. Februar 1937 erschienen ist. Der Film spielt in Hollywood und persifliert die Filmindustrie während der Zeit der klassischen Hollywood-Ära. 

## Handlung
Die Handlung spielt während der Weltwirtschaftskrise, als Übernahmen von Hollywood-Studios sich häuften. Der junge und intelligente Atterbury Dodd ist bei der New Yorker Bank Pettypacker & Sons angestellt. Er wird von dem despotischen, mürrischen und alteingesessenen Bankchef von Fowler Pettypacker nach Hollywood geschickt, um herauszufinden, ob die Filmfirma Colossal Films Co. weitergeführt oder verkauft werden sollte und warum das Hollywood-Studio so viel Geld verliert. Es steht der Verdacht im Raum, dass einige Insider das Studio absichtlich in den Ruin treiben wollen. Es ist ein unausgesprochenes Geheimnis, dass hinter einem solchen Komplott die Hollywood Cinema Finance Company mit ihrem Präsidenten Ivor Nassau sowie der Regisseur Koslofski, der verblassende Colossal-Star Thelma Cheri sowie der gefügige PR-Manager Tom Potts stehen, da man das Studio billig erwerben will. 
Dodd, der vom Filmgeschäft keine Ahnung hat, wird in einem Schnellkurs während einer Taxifahrt zu seinem Hotel von Lester Plum, dem Licht-Double von Thelma Cheri. So erfährt er, dass Cheri gerade in einem Dschungelfilm die Hauptrolle spielt und der Produzent Doug Quintain unglücklich in die launische Diva verliebt ist und dem Alkohol mehr zuspricht, als ihm gut tut. Anstatt in einer feudalen von Colossal bezahlten Hotelsuite zu residieren, quartiert sich Dodd in Mrs. Mack’s Pension ein, in der auch Lester Plum und weitere, meist arbeitlose, Kleindarsteller untergekommen sind. Von dieser Basis der Filmschaffenden aus will er seine Nachforschungen anstellen.
Doug Quintain führt Dodd durch die Studios, in denen mehr als 3000 Menschen damit beschäftigt sind, Filme herzustellen. Sein Augenmerk richtet sich besonders auf Lester Plum, die als Double in einer Studio-Winterlandschaft agiert, während Regisseur Koslofski damit beschäftigt ist, Experimente hinsichtlich der Kameraeinstellungen zu versuchen, um dann entnervt die Szene durch seinen Assistenten beenden zu lassen. Dodd notiert sich in einem kleinen Notizbuch gewissenschaft alle Geldverschwendungen, die ihm ins Auge fallen. Dodd heuert sodann Lester Plum als eine Sekretärin an, ohne wahrzunehmen, dass die junge Frau sich in ihn verliebt hat. Er ist so sehr damit beschäftigt, die von ihm gesammelten Daten und Zahlen auszuwerten, dass daneben nichts Platz hat. Lester meint, er müsse sich zwischendurch auch einmal amüsieren, was Dodd sodann auf einer Party in Koslofskis Villa zu tun versucht, allerdings nicht mit Lester, sondern mit Thelma. Die Filmcrew versucht ihn hier in ihrem Sinne zu beeinflussen. Als Dodd gewahr wird, dass die teure Villa mit Mitteln der Filmfirma eingerichtet worden ist, und es auch noch zu einer Schlägerei mit dem Regisseur kommt, realisiert er, dass dieser Teil der Filmschaffenden eigentlich nicht auf seiner Seite ist.
Die private Vorführung des fertigen Films bei Koslofski wird zum Fiasko. Das kitschige Afrika-Drama mit einer theatralisch agierenden Dschungel-Königin kann nicht überzeugen. Als Schuldigen dafür hat man schnell den Produzenten Quintain ausgemacht, auch aufgrund seiner Trunksucht. Dodd begeht den Fehler, die Anschuldigungen nicht zu hinterfragen und Quintain fristlos zu entlassen. Als man den Film sodann einem ausgewählten Publikum präsentiert, wird schnell klar, dass dieses sich eher an einem Gorilla erfreut als an der Hauptdarstellerin Thelma Cheri. Lester Plum ist es, die Dodd dazu bringt, noch einmal das Gespräch mit Quintain zu suchen, der wieder einmal getrunken hat und in diesem Zustand vor seinem Stammlokal demonstriert, weil man ihm den Zutritt verwehrt. Die beiden Männer besteigen ein Taxi und hecken unterwegs einen Plan aus, der vorsieht, Cheri aus ihrem Vertrag zu entlassen. In der Folge besucht Dodd mit der Schauspielerin diverse Tanzlokale, wo dem Alkohol kräftig zugesprochen wird, bis beide volltrunken unter dem Tisch liegen. Für die Skandalpresse ist das ein gefundenes Fressen, und für Dodd ein Vorwand, Cheri wegen moralischer Verderbtheit aus ihrem Vertrag zu entlassen. Allerdings kommt es anders als geplant. Pettypacker feuert seinerseits Dodd fristlos und verkauft an Nassau. Dieser wiederum bietet Dodd einen gut dotierten Posten an, was man auch als Bestechung auslegen könnte, denn Dodd könnte das unlautere Geschäft platzen lassen. Und genau das versucht er auch. 
Während Douglas Quintain im Schneideraum die Rolle der Dschungelgöttin auf ein erträgliches Maß einkürzt und die des Gorillas ausbaut und so den Film rettet, versucht Dodd, die etwa 3000 entlassenen Mitarbeiter zum Bleiben zu veranlassen. Auch wenn er Federn lassen muss, gelingt ihm das. Letztlich können alle zusammen den Film fertigstellen und ihn, das Studio und das Geld der Kleinaktionäre retten. In Dodds Notizbuch ist dann noch der Eintrag zu lesen „Heiratsantrag an Lester“; wie alle Einträge zuvor, wird auch dieser Punkt erfolgreich abgehakt. 

## Produktion

### Produktionsnotizen
Produziert wurde der Film von Walter Wanger Productions, verliehen von United Artists, in Deutschland von Filmjuwelen. Die Rolle von Leslie Howard in diesem Film ähnelte der von Gary Cooper in Mr. Deeds Goes to Town, dessen Handlung ebenfalls auf einer Geschichte von Clarence Budington Kelland basierte. PCA-Direktor Joseph Breen soll die Geschichte, die der PCA im März 1937 vorgelegt wurde, inakzeptabel gefunden haben, insbesondere wegen der Darstellung von Thelma Cheri als „leichter Frau“ und der Darstellung anderer Charaktere, die in unerlaubte sexuelle Beziehungen verwickelt worden seien. Auch dass der Film ein ungünstiges Licht auf die Filmindustrie und deren Personal werfe, wurde moniert. Vorschläge der PCA wurden von Wanger Productions deshalb umgesetzt. Dazu gehörte, dass die Figur Thelma Cheri in eine unverheiratete Frau umgeschrieben wurde, die Streichung einer Rede über den erstickenden Wettbewerb in der Branche und die Verdrängung unabhängiger Unternehmen durch die großen Filmkonzerne sowie die Streichung einer Rede von Atterbury am Ende des Films, in der er ankündigte, eine Untersuchung der Filmindustrie durch den Senat einleiten zu wollen.

### Soundtrack
- Is It True What They Say About Dixie?, geschrieben von Irving Caesar, Samuel Lerner und Gerald Marks
  - gesungen von einer unbekannten Kinderschauspielerin namens Elvira mit Anne O’Neal an der Mundharmonika
- On the Good Ship Lollipop, Musik: Richard A. Whiting, Text: Sidney Clare
  - gesungen von Joan Blondell Shirley Temple nachahmend
- That Old Feeling, Musik: Sammy Fain, Text: Lew Brown
  - Im Nachtclub gespielt und von einem unbekannten Chor gesungen. Später von Leslie Howard während der Arbeit a cappella gesungen.
- I Can’t Give You Anything but Love, Musik: Jimmy McHugh, Text: Dorothy Fields
  - Eine Zeile a cappella gesungen von Jack Carson.

### Veröffentlichung und Einspielergebnis
In Deutschland wurde der Film am 5. Januar 1995 erstmals im Programm der ARD Bayern 3 in deutsch synchronisierter Fassung mit den Stimmen von Reinhard Glemnitz für Howard und Frank Engelhardt für Bogart gezeigt. 2015 brachte Filmjuwelen/Fernsehjuwelen eine DVD mit der deutschen Sprachfassung auf den Markt. In Österreich lief der Film unter den Titeln Mr. Dodd geht nach Hollywood und Mr. Dodd saniert.
Uraufgeführt wurde der Film am 5. Oktober 1937 in den Vereinigten Staaten. Am 28. Oktober 1937 wurde er in Atlantic City gezeigt und ab 29. Oktober in gesamten Land. Im Jahr 1938 wurde der Film in folgenden Ländern veröffentlicht: Frankreich, Dänemark, Schweden, Portugal, Finnland und in Brüssel in Belgien, 1939 in den Niederlanden, in Ungarn und in Madrid in Spanien. Veröffentlicht wurde er zudem in folgenden Ländern Australien, im gesamten Belgien, in Brasilien, Kanada, Italien, Japan, Polen, in der Sowjetunion, im gesamten Spanien und im Vereinigten Königreich.
Der Film spielte insgesamt 9.274 Dollar ein.

## Kritik
Das Lexikon des internationalen Films führte aus, insbesondere der erste Teil des Films sei eine „leichtfüßige Satire auf Hollywoods Filmemacher, die einen amüsanten und warmherzigen Blick hinter die Kulissen wirft und nicht zuletzt von der stimmigen Ensemble-Leistung der Darsteller lebt. – Ab 14.“. Die Filmzeitschrift Cinema führte aus: „Humphrey Bogart glänzt in dieser Parodie aufs Filmgeschäft in seiner ersten komischen Rolle.“ Fazit: „Humorvolle Attacke gegen die Traumfabrik.“
Laura Boyes bewertete den Film auf der Seite MovieDiva und führte aus, Stand-In sei einer der wenigen Filme, die die Wirtschaftslage Hollywoods offengelegt hätten, wenn auch auf komödiantische Weise. Der Film sei von tatsächlichen Ereignissen aus der Zeit der Depression inspiriert, auch würdige er ein Thema, über das Hollywood nur ungern gesprochen habe: die Gewerkschaftsprobleme, die die Hinterzimmer erschüttert hätten. Bogarts Biograf Jeffrey Meyers habe Stand-In den größten unbekannten Bogart-Film – clever, kitschig, witzig – ein seltener Genuss für diejenigen, die das Glück gehabt hätten, ihn zu sehen, genannt. Obwohl Bogart bereits auf dem Weg zum harten Kerl gewesen sei, erinnere dieser Film an die Art von leichten komischen Rollen, die er am Broadway gespielt habe. Der Film sei eine scharfe Kritik an New Yorker Managern und Hollywood-Produzenten, finanziellen Betrügereien und der Ausbeutung von Angestellten, arroganten Studiochefs und autokratischen Regisseuren, Tarzan-Filmen und Moralklauseln, Vorpremieren und Drehbuchänderungen, Verschwendung und Inkompetenz, Alkoholismus und sexueller Korruption. Er enthalte außerdem eine recht scharfe politische Botschaft. Ganz schön viel für eine Komödie!
Jeffrey Kauffman befasste sich auf der Seite Blu-ray.com mit dem Film und meinte eingangs seiner Rezension, man spüre förmlich, wie Stand-In die schwindelerregenden Höhen der besten Srewball-Eskapaden à la Frank Capra anstrebe, dem anerkannten filmischen Verfechter des Kleinen Mannes, des amerikanischen Durchschnittsbürgers, der die großen edlen Gefühle unserer Lebensweise vertreten habe, diese aber nie ganz erreiche. Mit einem schärferen Drehbuch und vielleicht sogar anderen Schauspielern hätte man das noch verbessern können. Dennoch gebe es im Film einige bissige Reaktionen auf die Exzesse der damaligen Filmindustrie, und einige unterhaltsame Nebenszenen würden fast nebensächlich wirken.
Auf der Seite Laura’s Miscellaneous Musing hieß es, der Film biete einen unterhaltsamen Blick hinter die Kulissen Hollywoods, auch wenn er manchmal ewas übertrieben sei, so sei der Film-Flop, den Dodd und Quintain „reparieren“ wollten, so schlecht, dass er selbst für eine Komödie unglaubwürdig sei. Die drei Hauptdarsteller des Films seien sehr gut, interessant sei es auch, die männlichen Co-Stars von Der versteinerte Wald wieder vereint zu sehen. Kritisch wurde gesehen, dass man den erheblich hätte straffen können, denn ein flotteres Tempo hätte ihn auch lustiger gemacht.
Marc Fusion beschäftigte sich bei A concise guide to the world of cinema, tv, and games through the eyes of a sociopath mit dem Film und meinte, er könne einem Film mit Joan Blondell nicht widerstehen, weshalb er sich Stand-In habe ansehen müssen. Obwohl sie nicht die einzige Attraktion im Film sei, liefere sie eine unterhaltsame Darstellung ab. Abgesehen von einigen wenigen Momenten wirke der Film wie eine Screwbal-Komödie. Das Finale verfolge allerdings einen anderen Ansatz mit einer etwas plumpen Botschaft, insgesamt handele es sich aber um eine flotte, oft alberen Komödie mit einer großartigen Besetzung.
Der Filmkritiker Dennis Schwartz sprach von einer schwachsinnigen Parodie auf Hollywood, die in der zweiten Hälfte zu Geschwafel verkomme, nachdem der Film anfangs einige leicht amüsante, aber sanfte Seitenhiebe auf das Hollywood-Studiosystem enthalte und auf auththentische Weise zeige, wie Low-Budget-Filme gemacht würden. Humphrey Bogart werde in der einzigen Komödie, in der er jemals aufgetreten sei, gegen seinen üblichen Gangstertyp besetzt, bevor er ein großer Star geworden sei. Hier spiele er einen gutmütigen, aber mürrischen, trunksüchtigen Produzenten. Regisseur Tay Garnett gehe mit seinem albernen und unglaubwürdigen, populistischen, prokapitalistischen Ende in die Capra-Epoche und behaupte auf lächerliche Weise, die wahren Kapitalisten seien die mittelständischen Aktionäre der Hollywood-Studios. Abschließend stellte Schwartz fest, dass die Screwball-Komödie letztlich nur leichte Angriffe auf Hollywood biete und von einem intelligenteren und gewagteren Drehbuch mehr hätte profitieren können.
Jason Seaver schrieb auf der Seie Jay’s Movie Blog, Stand-In sei kein großartiger Film, aber gut genug, dass man sich beim Ansehen verschiedene Dinge frage. So beispielsweise, wie berühmt Humphrey Bogart 1937 gewesen sei? Offensichtlich noch kein Star, aber bekannt und respektiert genug, um als Erster unter dem Titel und in etwas größerer Schrift als alle anderen genannt zu werden. Er spiele in diesem Film eine der dynamischsten Rollen, so dass man sich frage, warum seine Rolle nicht noch größer sei. Interessant seien auch andere Rollen, wie beispielsweise die von Leslie Howard. Schade sei, dass der Film nicht so viele interessante Momente habe.
Auf der Seite Place Logo Here hieß es, Hollywood habe es seit seiner Gründung immer geliebt, Filme über sich selbst zu drehen. Dass diese Filme meist scharfe Seitenhiebe auf die Branche enthielten, mindere nicht die Arroganz, die hinter diesen Bemühungen stecke. Dennoch habe es viele denkwürdige Filme dieser Art gegeben, wozu mittlerweile auch Stand-In von 1937 zähle. Der Film mache großen Spaß, mit durchweg soliden Darbietungen und knackigen Dialogen.
Kenneth George Godwin war der Meinung, Tay Garnetts Stand-In sei eine Screwball-Komödie hinter den Kulissen Hollywoods mit einer hervorragenden Besetzung und vielen sehr witzigen komischen Szenen. Der Film habe viel Charme und zeige einiges über die Absurdität des Filmgeschäfts auf. Mit einer Prise Witz, vermischt mit der Srewball-Mechanik, biete das Drehbuch der hervorragenden Besetzung einiges an Material, mit dem man arbeiten könne. Amüsant sei es, Bogart und Howard nur ein Jahr nach Der versteinerte Wald in einem ganz anderen Kontaxt wieder zusammen zu sehen. Der Höhepunkt des Films sei Joan Blondells freche und charmante Lester Plum, eine schöne Ergänzung der Screwball-Liste geradliniger Damen, die das Chaos beseitigten, das stümperhafte Männer selbst anrichten würden.
Bei Cinecaps Digest war man der Meinung, Leslie Howard sei passend besetzt als schüchterner, naiver Streber, ein Experte für Zahlen und Effizienz, der das unmathematische Showbusiness in Ordnung bringen wolle.
Colin Zavitz schrieb bei DVD Beaver Humphrey Bogart … als Filmproduzent mit einem allgegenwärtigen Scottish Terrier im Arm? man solle sich von dem Hund nicht täuschen lassen, denn der berühmte harte Kerl beweise sein komödiantisches Talent auch in Stand-In, einer urkomischen, beißenden Satire auf die Filmindustrie. Der Film lasse kein Ziel in Hollywood unberührt und serviere dabei eine muntere Mischung aus Slapstick, Parodie und Sentimentalität … mit einer Screwball-inspirierten Romanze als Würze.